# Boninglasögonfågel
Boninglasögonfågel (Apalopteron familiare) är en östasiatisk tätting i familjen glasögonfåglar som enbart förekommer i en mycket liten ögrupp söder om Japan.

## Utseende och läten
Boninglasögonfågeln är en 13,5 cm lång gul och olivgrön tätting med distinkt ansiktsteckning. Ovansidan är olivgrön med gulaktig anstrykning, undersidan blekgul, på flankerna grå. En svart fläck sträcker sig från över ögat till under och möter ett svart streck tvärs över pannan. Ögat har en vit ring och benen är svarta. Lätena består av olika visslande ljud.

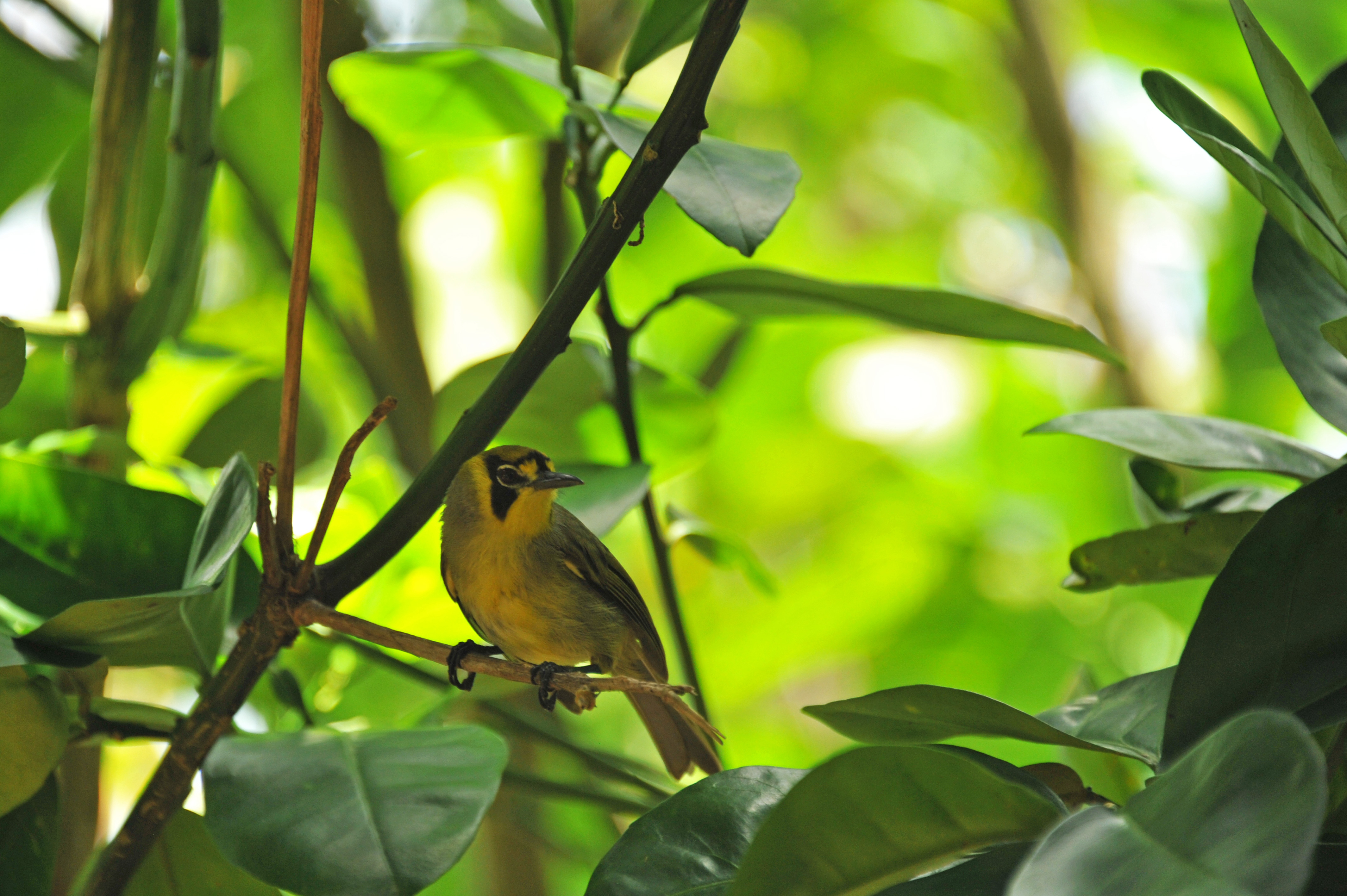

## Utbredning och systematik
Boninglasögonfågel placeras som enda art i släktet Apalopteron. Den delas in i två underarter med följande utbredning:
- Apalopteron familiare familiare – förmodligen utdöd[4]; förekom på ön Muko-jima (norra Boninöarna) men har inte observerats sedan 1930-talet.[1]
- Apalopteron familiare hahasima – förekommer i Hahajimaöarna (södra Boninöarna)

### Familjetillhörighet
Fram tills nyligen behandlades arten som en del av den huvudsakligen australiska familjen honungsfåglar (Meliphagidae), därav det tidigare svenska trivialnamnet boninhonungsfågel. DNA-studier visar dock att den hör till glasögonfåglarna, nära släkt med gyllenglasögonfågeln (Cleptornis marchei) i Marianerna.

## Levnadssätt
Boninglasögonfågeln hittas i lågvuxen ungskog, skogskanter, buskmarker, plantage och trädgårdar. På Hahajima föredrar den skog med välutvecklad undervegetation, där den födosöker två till sex meter ovan mark, på jakt efter mestadels ryggradslösa djur. Boet placeras i en trädklyka, ibland i trädhål.

## Status och hot
Boninglasögonfågeln har ett mycket begränsat utbredningsområde, i princip en enda ö med två små satellitöar. Beståndet uppskattas till 15 600 vuxna individer. Från att tidigare ha kategoriserats som sårbar av internationella naturvårdsunionen IUCN omkategoriserades den till den lägre kategorin nära hotad 2013 efter data som visar att populationen numera är stabil och inte minskar i antal som tidigare. Sedan 2024 förs den till den lägsta hotnivån livskraftig.